# Cecilia de Souza
Cecilia Menezes de Souza est une ancienne joueuse brésilienne de volley-ball née le 1er février 1982 à Rio de Janeiro. Elle mesure 1,82 m et jouait au poste de réceptionneuse-attaquante. 
Elle est la mère de la joueuse de volley-ball Ana Cristina de Souza.

## Clubs
| Club                         | De        | À         |
| ---------------------------- | --------- | --------- |
| Clube de Regatas do Flamengo | 2000-2001 | 2000-2001 |
| Recreativa de Ribeirão Preto | 2001-2002 | 2001-2002 |
| EC Pinheiros                 | 2002-2003 | 2002-2003 |
| São Caetano                  | 2003-2004 | 2006-2007 |
| Minas Tênis Clube            | 2007-2008 | 2007-2008 |
| Esporte Clube Banespa        | 2008-2009 | 2008-2009 |
| São Caetano                  | 2009-2010 | 2010-2011 |
| São Bernardo                 | 2011-2012 | 2011-2012 |
| EC Pinheiros                 | 2012-2013 | 2012-2013 |
| Rio do Sul                   | 2013-2014 | 2013-2014 |
| São Bernardo                 | 2014-2015 | 2014-2015 |
| São Caetano                  | 2015-2016 | 2015-2016 |

## Palmarès

### Équipe nationale
- Championnat du monde des moins de 20 ans
  - Vainqueur : 2001.
- Championnat d'Amérique du Sud  des moins de 20 ans
  - Vainqueur : 2000.
- Championnat d'Amérique du Sud  des moins de 18 ans
  - Vainqueur : 1998.

### Clubs
- Championnat du Brésil
  - Vainqueur : 2001.